# プリズン・エクスペリメント
『プリズン・エクスペリメント』（原題：The Stanford Prison Experiment）は、2015年のアメリカ合衆国のスリラー映画。
1971年にスタンフォード大学で行われた「スタンフォード監獄実験」を映画化した作品である。

## キャスト
※括弧内は日本語吹替
- フィリップ・ジンバルドー教授 - ビリー・クラダップ（宮内敦士）
- クリストファー・アーチャー - マイケル・アンガラノ（白川周作）
- ダニエル・カルプ / 8612番 - エズラ・ミラー（寸石和弘）
- ピーター・ミッチェル / 819番 - タイ・シェリダン（藤田将利）
- クリスティーナ・マスラック（英語版）博士 - オリヴィア・サールビー（みすずりえ）
- ジェシー・フレッチャー - ネルサン・エリス
- ジョン・ラヴェット - キーア・ギルクリスト（英語版）
- 416番 - トーマス・マン（保坂俊行）
- アンソニー・キャロル - モイセス・アリアス（保坂俊行）
- ギャヴィン・リー / 3401番 - キー・ホン・リー
- マーシャル・ラヴェット - マイルズ・ハイザー（櫻井慎二朗）
- ジェリー・シャーマン / 5486番 - ローガン・ミラー（伊田侑平）
- カイル・パーカー - マット・ベネット（岡本和浩）
- ジム・ランドール / 4325番 - ジャック・キルマー(月岡瑠也)
- ハビー・ウィットロー / 7258番 - ブレット・ダヴァーン（善財達也）
- ヘンリー・ウォード - カラン・マッコーリフ（祥山）

## 関連作品
同じくスタンフォード監獄実験をモチーフにした映画。
- es［エス］
- エクスペリメント (2010年の映画)